# Монокоптер

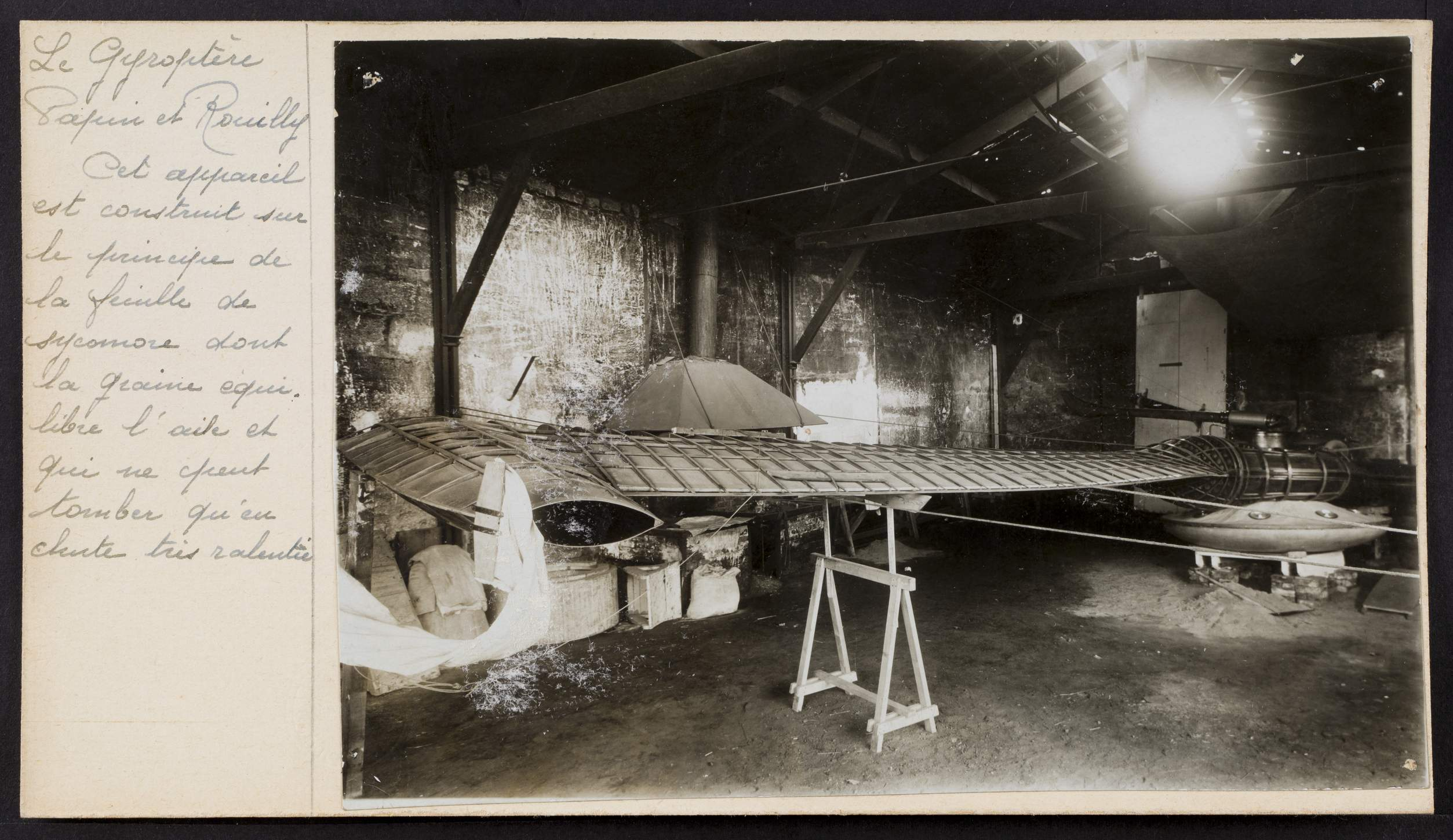
Gyroptère Папена-Руіллі

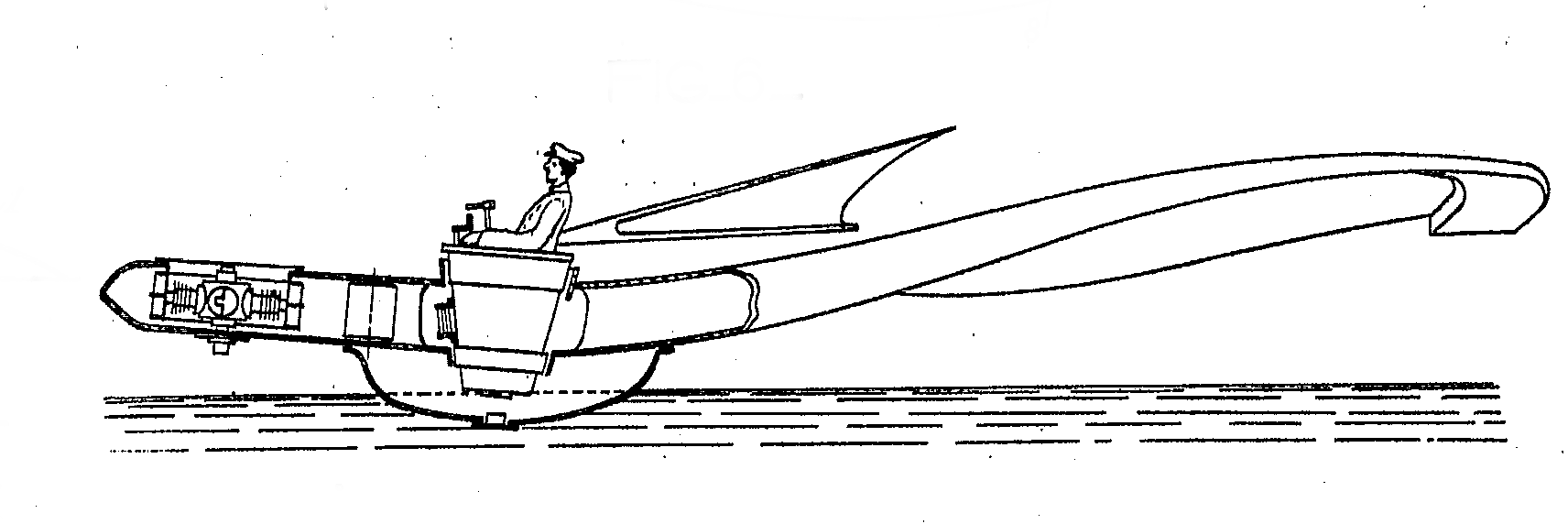
Конструкція монокоптера за патентом Альфонса Папена та Дідьє Руйї, 1914 рік.

Монокоптер або гіроптер — гвинтокрилий апарат, який використовує одну обертову лопать. Концепція схожа на насіння рослин, що обертається опадаючи з деяких дерев і за рахунок авторотації долає значні відстані. Назва «гіроптер» іноді застосовується до монокоптерів, у яких весь літальний апарат обертається навколо свого центру мас під час польоту, в той час як інші типи монокоптерів можуть мати фюзеляж чи кабіну, які не обертаються під час польоту. Назва «монокоптер» також застосовувалася до персонального реактивного ранця, сконструйованого Андреасом Петцольдтом.

## Історія

### GyroptèreПапена-Руіллі

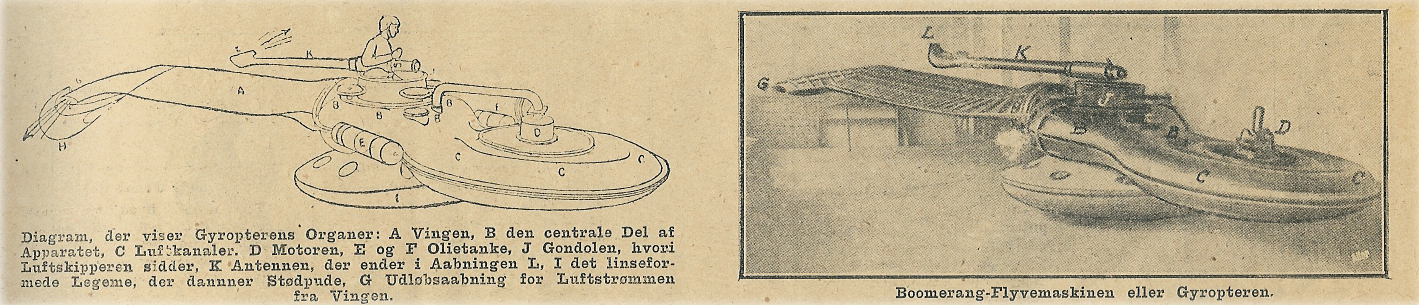
Гіроптер, зображений у датському журналі 1914 року. Підпис: «Схема, на якій зображені частини гіроптера: A Крило, B Центральна частина машини, C Повітряні канали, D Мотор, E & F Масляний бак, J Гондола, в якій сидить капітан, K Антена, яка закінчується отвором L, I Лінзоподібне тіло, яке створює подушку, G Вихідне сопло потоку повітря з крила.»
Підпис до другого фото: «Літальна машина-бумеранг або гіроптер».

Gyroptère був розроблений у 1913—1914 роках Альфонсом Папеном і Дідьє Руіллі у Франції, натхненний насінням клена. Папен і Руйї отримали французькі патенти № 440593 і № 440594 на свій винахід, а пізніше отримали патент США U.S. Patent 1 133 660 у 1915 році. Gyroptère був охарактеризований у сучасному французькому журналі «La Nature» у 1914 році як «un boomerang géant» (гігантський бумеранг). Після демонстрації малих ракетних моделей армія замовила пілотований прототип у 1913 році.
Gyroptère Папена і Руіллі важив 500 кг (1 100 фунт), включаючи поплавок, на якому він був встановлений. Він мав одне порожнисту лопать площею 12 квадратних метрів (130 фут2), урівноажений вентилятором, що приводиться в рух роторним двигуном Le Rhône потужністю 80 к. с. (60 кВт), який обертався зі швидкістю 1200 обертів на хвилину, виробляв трохи більше 7 м3 (250 фут3) повітря за секунду. Вентилятор також проганяв повітря через порожнисту лопатку, з якої воно виходило через Г-подібну трубку зі швидкістю 100 м/с (330 фут/с). Керування напрямком повинно було здійснюватися за допомогою невеликої допоміжної трубки, через яку проганялася частина повітря і яку можна було спрямувати в будь-якому напрямку, за бажанням пілота. Місце пілота розташовувалося в центрі ваги між лопаттю і вентилятором.
Випробування було відкладено через початок Першої світової війни і не відбулося до 31 березня 1915 року на озері Серсей в регіоні Кот-д'Ор. Через складність балансування повітряного судна швидкість ротора становила лише 47 обертів на хвилину замість 60 обертів на хвилину, які були розраховані як необхідні для зльоту. Крім того, використовуваний роторний двигун був недостатньо потужним; спочатку планувалося використовувати автомобільний двигун потужністю 100 к. с. (75 кВт), який зрештою виявився непридатним. На жаль, літак став нестійким і пілоту довелося його покинути, після чого він затонув.

### Sikorsky XV-2
Sikorsky XV-2, також відомий Sikorsky S-57, був проєктом експериментального літака вертикального злету зі зупинюваним ротором, розроблений компанією Sikorsky Aircraft для спільної науково-дослідницької програми ВПС США та армії США. У конструкції використовувався однолопатевий ротор: противага, встановлена опозитно лопаті, забезпечувала стійкість роторної системи, тоді як кінцевий реактивний двигун встановлений у противазі, що приводив у рух ротор, мав втягуватися у верхню частину фюзеляжу після зупинки, після чого XV-2 міг би летіти як звичайний літак з трикутним крилом. Для переднього польоту мав бути передбачений один реактивний двигун. Програма була скасована до початку будівництва прототипу.

### Bölkow Bo 103
Bölkow Bo 103 був надлегким гелікоптером, призначеним для розвідки та командування та сконструйованим Bölkow Entwicklungen KG у 1961 році в рамках науково-дослідного замовлення Федерального міністерства оборони Німеччини. Гелікоптер мав однолопатевий ротор діаметром 6,66 м (21,9 фут), виготовлений у вигляді монолітної деталі зі склопластику, яка містить свою противагу. Був побудований єдиний прототип, але роботи були припинені в 1962 році через відсутність інтересу з боку збройних сил Західної Німеччини.

### VJ-1X
VJ-1X був надлегким однолопатевим гелікоптером, ротор якого приводився в рух за допомогою встановлених на самому роторі пульсуючих повітряно-реактивних двигунів. Компанія Windspire, Inc. продавала креслення літального апарата разом з книгою «How to Build a Jet Helicopter».

### ХАІ-25

Однолопатевий вертоліт Юрія Марінченка в СКБ ХАІ перед першим запуском (прототип ХАІ-25), Харків, 1971 рік

Монокоптер ХАІ-25, Харків

ХАІ-25 був експериментальним одномісним однолопатевим гелікоптером (монокоптером), автором прототипу якого був студент Харківського авіаційного інституту Юрій Марінченко. Літальний апарат створювався студентським конструкторським бюро (СКБ ХАІ) на початку 1970-х років на замовлення Міністерства оборони СРСР для потреб прикординників.
Конструкційно монокоптер ХАІ-25 схожий на автожир відкритого типу, які також розробляли в СКБ ХАІ. Силовою установкою для розкручування лопаті використовувався двотактний двоциліндровий опозитний пусковий двигун Норберта Ріделя «Riedel starter» потужністю 10 к. с. (7,5 кВт), що був розміщений на балці опозитно до лопаті, з насадженим на ротор двигуна пропеллером. Сама лопать була порожнистою і виконувала функцію паливного бака.
У 1971 році відбулося перше льотне випробування прототипу, який пілотував сам Марінченко. У ході випробування, будучи на прив'язі, монокоптер відірвався від землі на 70 см. Роботи над проєктом були повністю завершені у 1974 році, але інформація щодо льотних випробувань ХАІ-25 відсутня. Фінальний варіант монокоптера відрізнявся від прототипу посиленою конструкцією, наявністю подвійного хвостового вертикального стабілізатора та всановленим антропометричним м'яким кріслом пілота, що мало виконувати функцію амортизації при посадці.
У 2012 році Леонід Леонідович Козярчук, український авіаконструктор автожирів та волинський краєзнавець, опублікував книгу «Автожири й гелікоптери 1945—2000. Каталог конструкцій», у якій зібрані описи та фотографії понад 200 відомих і маловідомих літальних апаратів, зокрема і прототипа Марінченка та ХАІ-25.
Окрім монокоптера ХАІ-25, існував ще один ХАІ-25 — екраноліт, розроблений у СКБ ХАІ у 1960-х роках. Обидва однойменні літальні апарати конструктивно не мають нічого спільного.

## БпЛА однолопатевої схеми
Гіроптери представляють для конструктора переваги та виклики як безпілотні літальні апарати (БпЛА). Оскільки вони дуже доцентрові машини, ними не можливо керувати як звичайними пілотованими літальними апаратами.
Конструкція простого гіроптера зазвичай має однолопатеву схему, як і ротор ХАІ-25, що складається з лопаті у вигляді прямого крила з постійним або змінним аеродинамічним профілем, а на протилежному боці лонжерону, що виходить з лопаті, перпендикулярно чи майже перпендикулярно до поздовжньої осі лопаті встановлюється двигун, який утворює тягу в горизонтальній площині для розкручування літального апарата навколо вертикальної осі обертання, що проходить через центр мас. За рахунок розкручування апарата лопать, як несучий гвинт, утворює підіймальну силу. На кінці лопаті встановлюється горизонтальний стабілізатор, який може виконувати функцію керування кутом атаки лопаті, а до лонжерону можуть кріпитися додаткові штанги з противагами для балансування всієї конструкції під час обертання.
Автоматизацію позиціонування стабілізатора та противаг також можна використати як автомат перекосу для керування напрямом польоту гіроптера.

### Двигуни внутрішнього згорання
Перший з цих монокоптерів був сконструйований доктором Чарльзом В. Маккатченом і оснащений поршневими авіамодельним двигуном у 1952 році. Він запускав свої монокоптери у Лейк-Плесіді та назвав їх «машинами Харибди». Серед новаторів, котрі експериментували з монокоптерами, були також Вільям Фошаг і Джо Картер.
Ці типи гіроптерів прижились у світі авіамоделювання, особливо у Східній Європі, де рекордні моделі для вільного польоту були сконструйовані Джорджем Горватом (Угорщина), Сєргєєм Воробйовим (Росія), Валентином Найдовським (Харків, Україна), а також Штеффаном Пурісом (Румунія). Винятком із відсутності заікавленості до монокоптерів у США стали «Buzzcopter» Френсіса Борехема 1964 року та «Rotoriser» Кена Вілларда 1984 року.
У 1969 році харків'янин Валентин Ігорович Найдовський, український авіаційний інженер, завідуючий відділу акустики проблемної науково-дослідної лабораторії аерогідродинаміки і акустики ХАІ, майстер авіамодельного спорту та багаторазовий переможець змагань, випустив посібник «Мікровертольоти на старті» накладом у 30000 примірників, у який було вміщено теорію та практику створення моделей гелікоптерів, зокрема авіамоделей однолопатевої схеми, а також описи і креслення кількох моделей однолопатевого вертольотів (гіроптерів), у тому числі й рекордної моделі автора, з допомогою якої у 1962 році було встановлено світові рекорди з тривалості (1 год 30 хв 49 сек) та дальності польоту (25,6 км), а також республіканський рекорд висоти польоту (1997 м); модель була оснащена компресійним двигуном МК-2,5-4 «Харків» об'ємом 2,47 см3 (0,151 дюйм3), що вироблявся заводом «ФЕД».
Компанія Daedalus Research (Логан, штат Юта) виготовляла комплекти для збирання монокоптера «Maple Seed», оснащеного авіамодельним двигуном класу 1/2A об'ємом 0,049 дюйм3 (0,80 см3).[джерело?]

### Ракетні двигуни
Ракетні монокоптери відрізняються відсутністю необхідності використання додаткового пропелера для розкручування, а натомість розкручування гіроптера чи ротора монокоптера відбувається за рахунок реактивного руху спричиненого твердопаливними або рідинними ракетними двигунами.
Гордон Манделл з MIT Model Rocket Society розробив модель монокоптера з модельним ракетним двигуном, який він назвав «турбокоптер», і опублікував концепцію конструкції у своїй колонці «Wayward Wind» у журналі Model Rocketry Magazine за 1969 рік. Пізніша версія цієї конструкії була досліджена в MIT у 1980 році Ця конструкція спонукала Корі Клайна, першого члена Tripoli Rocketry Association, сконструювати власні монокоптери з ракетним двигуном, які літають на моделях ракетних двигунів тривалого горіння. Їх демонстрували на різних заходах із запуску ракет у 1980-х роках натовпу, який захоплювався їхньою дією. Кілька з них були виготовлені як набори компанією Ace Rocketry.
Корі Клайн публікував дуже мало про монокоптери, ракетні чи інші, тому до 1990-х років монокоптери зникли з поля зору. Едвард Міллер із Пенсільванії знову почав експериментувати з ними наприкінці 1990-х років, а також Френсіс Ґрем, професор фізики з Kent State University (штат Огайо). До 1999 року обидва літали на ракетних монокоптерах. У 1999 році Френсіс Ґрем написав книгу «Monocopters», з частковим описом теорії їх польотних характеристик, видану компанією Apogee Components (Колорадо-Спрінгс). Ед Міллер створив найбільший надпотужний ракетний монокоптер, який коли-небудь літав, з великими дерев'яними крилами розмахом 8 фут (2,4 м), покритими скловолокном, а також виголотвляв ракетні монокоптери для продажу. Чак Руді літав на великому монокоптері з гібридним ракетним двигуном, що використовує тверде та рідке паливо. Френсіс Грем продовжував просувати монокоптери та організував невелику конференцію у Вашингтоні (штат Пенсільванія) у 2001 році. Він також представив доповідь на цю тему на конференції «Century-of-Flight» у 2003 році, яку спонсорувала AIAA у Дейтоні.
Джозеф Пекліц з Мартінс-Феррі (штат Огайо) зменшив монокоптер до комплекту для самостійного збирання, використовуючи невеликі моделі ракетних двигунів і масово продав їх окремим особам і школам. Його комплекти все ще доступні та широко продаються. У 2008 році Art Applewhite Rockets (Керрвіль, штат Техас) також почав продавати популярну лінію комплектів ракетних монокоптерів.

### Електричні двигуни

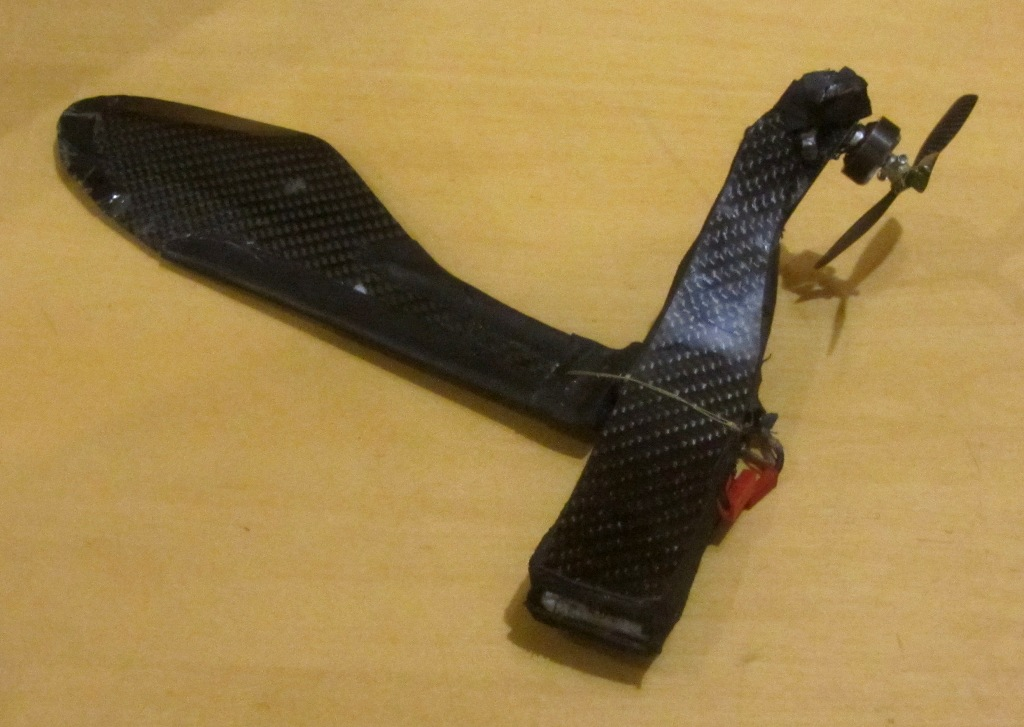
Керований БпЛА гіроптер

З початку XXI століття почали з'являтися потужні компактні електричні двигуни постійного струму та літій-іонні акумулятори за доступними цінами, які почали витісняти двигуни внутрішнього згорання в авіамоделізмі.
У 2002 році Рон Джесме створив перший вдалий гіроптер, який розкручувався з допомогою пропелера, що приводився в рух електродвигуном.
Гіроптери, повністю обертові монокоптери, не мали практичного призначення до 2003 року, але, частково завдяки книзі Ґрема, це змінилося. У 2006 році Майкл А. Даммар з Vera-Tech Aero RPV Corp. (Ідайна, штат Міннесота) отримав патент США U.S. Patent 7 104 862 на монокоптер військового розвідувального дистанційно керованого пристрою для фотозйомки на короткій витримці.
Інший дистанційно керований гіроптер, який міг би літати в приміщенні на електродвигуні та використовує магнітне поле Землі як орієнтир, був розроблений Вуді Хобургом і Джеймсом Гоутоном з MIT у 2007—2008 роках, за що Хобург та Гоутон були нагороджені премією The United Technologies Corp. Prize.